# Марін Іван Петрович
Іван Петрович Марін (рос. Иван Петрович Марин; 10 серпня 1991, Свердловськ, РРФСР — 26 квітня 2022, Україна) — російський офіцер, капітан ЗС РФ. Герой Російської Федерації.

## Біографія
Після закінчення єкатеринбурзької гімназії №176 в 2008 році вступив в армію. В 2013 році закінчив Михайлівську військову артилерійську академію. Послідовно займав посади командира взводу, батареї, начальника штабу дивізіону самохідного артилерійського полку і старшого офіцера відділу підготовки 8-ї загальновійськової армії. З 24 лютого 2022 року брав участь у вторгненні в Україну, командир реактивного артилерійського дивізіону своєї армії. Загинув у бою.

## Нагороди
- Медаль «За відзнаку у військовій службі» 3-го ступеня (10 років)
- Звання «Герой Російської Федерації» (23 січня 2023, посмертно) — «за мужність і героїзм, проявлені під час виконання військового обов'язку.» 3 березня медаль «Золота зірка» була вручена рідним Маріна повноважним представником Президента Росії в Уральському федеральному окрузі Володимиром Якушевим[2][4][5].